# 弗魯蒂亞爾

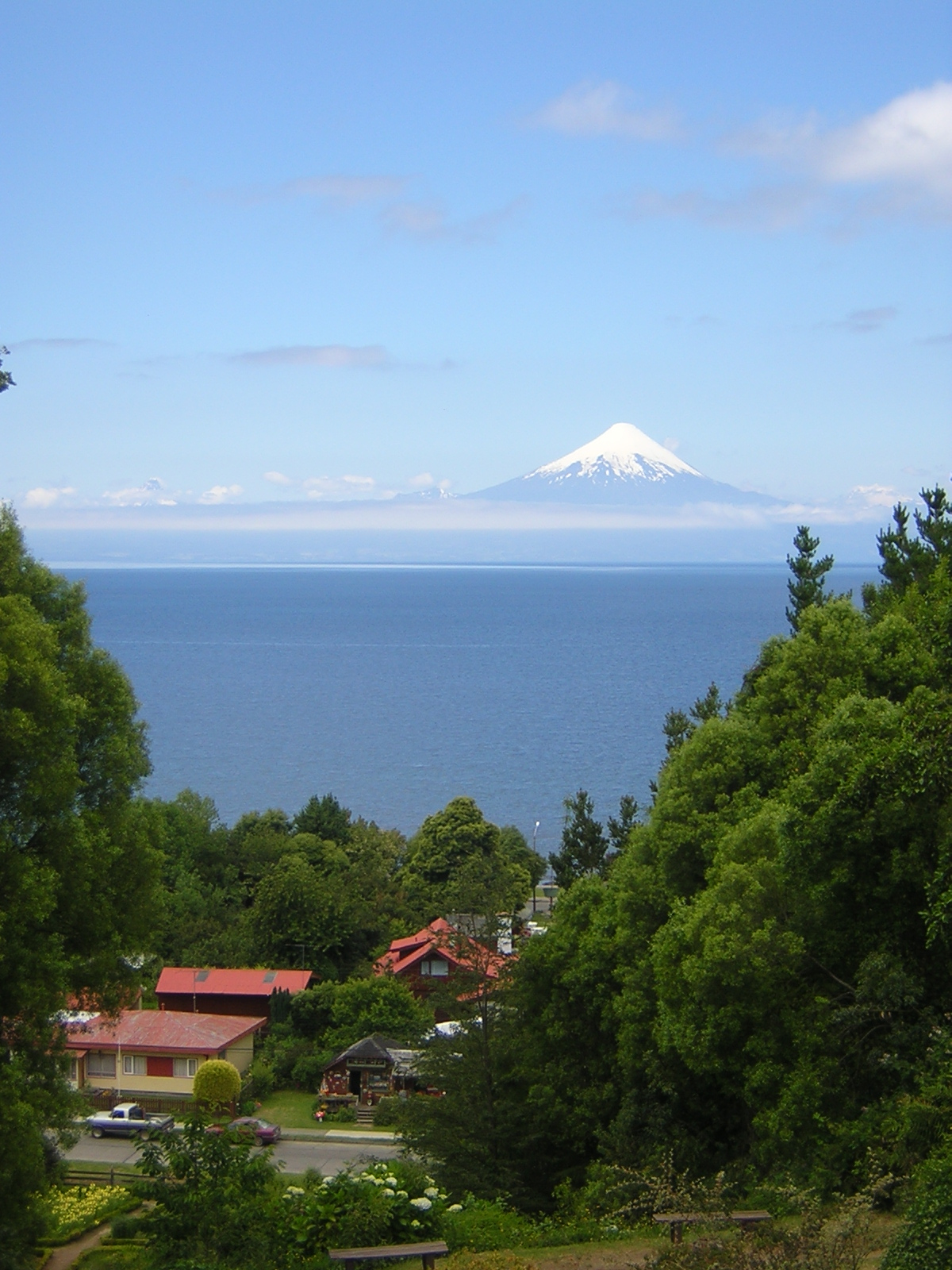

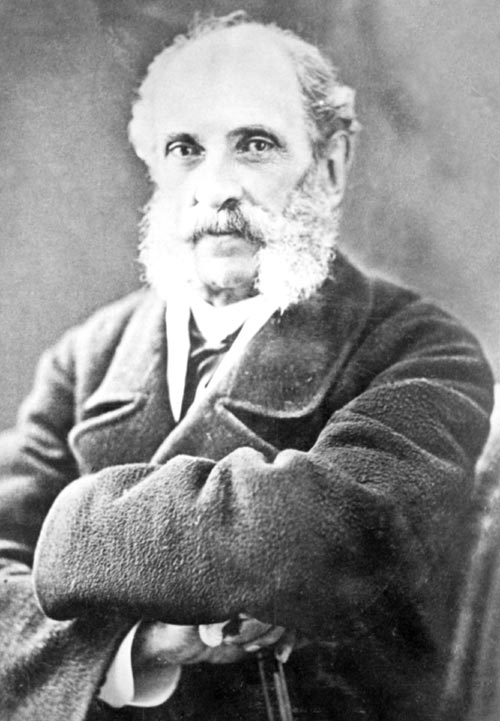

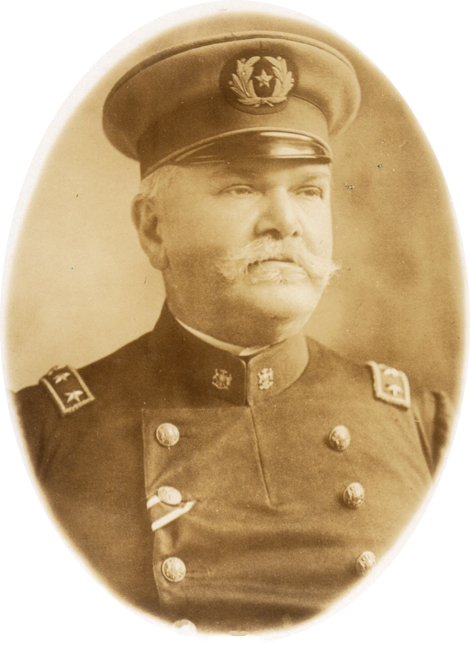

弗魯蒂亞爾是智利的城鎮，位於該國中南部，由湖大區的蘭奇胡亞省負責管轄，始建於1856年11月23日，面積831平方公里，海拔高度62米，2002年人口15,525，人口密度每平方公里18.7人。

## 外部連結
- （西班牙文） Municipality of Frutillar